# 奇羅縣
奇羅縣，是明代交阯承宣布政使司乂安府南靖州下轄的一個縣。治所約在今越南河靜省錦川縣境內。其縣境內有天琴山，東邊海，相傳仁王遊方至此，夜聞天籟聲，故名，官軍討安南黎贼子黎蒼，於此就擒。天琴山即高望山（《明實錄》作望高山，當誤）。

## 沿革
- 秦屬象郡、漢屬九真郡、孫分屬九德郡，隋屬日南郡、唐為驩州地[5]。
- 永樂五年五月十一日甲子（[6]），明征安南官軍，獲賊首黎季犛及其子黎澄於日南州奇羅海口山中[7]。
- 永樂五年（1407年）六月癸未置，屬乂安府南靖州[8][9][10][11][12][13]。
- 永樂十七年九月丙辰，並南靖州之奇羅縣入河華縣[14][15]。